# 陳詩淵
陳詩淵（1985年10月28日—），生於台灣台北市，職業圍棋棋士，為台灣棋院九段，韓國棋院三段。權甲龍圍棋道場出身。陳詩淵曾在台灣棋院的王座賽完成五連霸，而獲得名譽王座稱號。2012年陳詩淵同時獲得棋王、天元、海峰盃、國手、王座等頭銜，七大冠囊括了五冠，是台灣圍棋史上紀錄（後來被許皓鋐於2022年時九大冠拿六冠超越）。國際賽則曾在中日精英職業圍棋賽獲得冠軍。其得冠獎金也常回饋棋院，而促使台灣棋院思源盃、海峰棋院精英棋士磨練賽舉辦。

## 生平
- 2000年 韓國棋院入段
- 2005年 
  - 由韓返台服文化替代役，移籍台灣棋院
  - 奪中環,東鋼二盃生涯首冠
  - 台灣圍棋史上第一位在籍棋士由預選賽打入三星杯本賽(以韓國棋院身份參賽,台灣棋院在籍)，第二位由預選賽打入國際賽本賽的台灣在籍棋士（第10屆三星杯，第一位為陳國興六品打入第9屆東洋證杯）。
  - 個人12連勝，個人百勝。年度勝局王45勝16負，網友票選年度最佳棋士。

- 2006年 
  - 以3:0挑戰國手蕭正浩成功,首奪三大賽頭銜，王座挑戰周俊勳失敗.
- 2007年 
  - 首奪CMC盃，
  - 以3:1挑戰天元周俊勳成功，首奪台灣第一大頭銜，成為集二大頭銜在一身的三冠王。中止周俊勳的番棋20連勝。
  - 三度和蕭正浩爭奪國手，首度在台灣棋院頭銜戰中戰至決勝局，以3:2險勝，國手二連霸。
  - 首位同年進入大三冠決賽，年度勝局王，勝率王。年度四冠王。（天元，國手，ＣＭＣ，東鋼）

## 家庭
其妻張正平。

## 升段紀錄
- 2000年12月1日 初段 韓國棋院
- 2002年12月1日 二段 韓國棋院
- 2005年1月1日 聘任二段 台灣棋院
- 2005年6月28日 三段 台灣棋院
- 2005年8月30日 三段 韓國棋院
- 2005年9月15日 四段 台灣棋院
- 2005年11月8日 五段 台灣棋院
- 2006年9月24日 七段 台灣棋院
- 2009年3月10日 八段 台灣棋院
- 2011年3月20日 九段 台灣棋院

## 戰績

### 國內戰績
返台取得7冠軍4亞軍佳績,躋身台灣圍棋冠軍數排行第七傑（2007年止）。
| 頭銜   | 期數              | 通算期數 | 備註                               |
| ------ | ----------------- | -------- | ---------------------------------- |
| 天元   | 第6、10-11期      | 通算6期  | （累計3冠3亞）                     |
| 王座   | 第4-8期           | 通算7期  | （累計5冠2亞，曾五連霸獲名譽頭銜） |
| 國手   | 第2-3、8、11-13期 | 通算10期 | （累計6冠4亞）                     |
| CMC盃  | 第7屆             | 通算1期  | 累計1冠（2006）                    |
| 中環盃 | 第12、15、18屆    | 通算6期  | （累計3冠3亞）                     |
| 東鋼盃 | 第5、7、9屆       | 通算2期  | （累計3冠1亞）                     |

### 國際戰績
- 國際個人賽出場五次，總成績1勝5負
- 國際團體賽出場一次，成績3負
- 總計出場三次，總成績1勝8負 11%
  - 對中 1勝3負 25%
  - 對韓 0勝2負 0%
  - 對日 0勝3負 0%

| 頭銜     | 年份          | 最佳成績 | 本賽次數 | 備註                 |
| -------- | ------------- | -------- | -------- | -------------------- |
| 三星盃   | 2005年        | 第10屆   | 本賽32強 | 累計1次              |
| LG杯     | 2009年—2010年 | 第14届   | 本賽     | 尚未举行             |
| 春蘭杯   | 2008年        | 第7屆    | 本賽24強 | 累計1次,1敗          |
| BCC盃    | 2009年        | 第1屆    | 本賽32強 | 累計1次,1勝1敗       |
| 中環盃   | 2005-2007年   | 第2-3屆  | 本賽16強 | 累計2次，二敗        |
| CSK杯    | 2006年        | 第5屆    | 本賽     | 累計3負              |
| 新銳賽   | 2005年—2006年 | 第5—7屆  | 本賽     | 非正式賽，累計2勝4負 |
| 中日精英 | 2011年        | 第4屆    | 冠軍     | 累計9勝3負           |

- 註：第10屆三星盃是以韓國棋院身份參賽。